# Vredehoek
Vredehoek (Afrikaans: "angolo della pace") è un quartiere di Città del Capo in Sudafrica, situato all'interno del City Bowl sulle pendici della Table Mountain.